# Венді Бекетт
Венді Бекетт (англ. Wendy Beckett; 25 лютого 1930 — 26 грудня 2018) — англійська черниця, історикиня мистецтва, перекладачка та викладачка. Стала знаменитою в середині 1990-х завдяки участі в серії документальних фільмів Бі-бі-сі, присвячених історії мистецтва.

## Життєпис
Народилася у Південній Африці, виросла в Шотландії — в Единбурзі, де її батько вивчав медицину. У 1946 році вступила до Згромадження сестер Пресвятої Діви Марії з Нюмура і отримала направлення до Оксфордського університету, де вивчала англійську літературу.
Після отримання диплома вчителя в Ліверпулі Бекетт повернулася в Південну Африку, де зайнялася викладанням англійської мови та латини. Згодом переїхала до Йоганнесбурга, де стала настоятелькою монастиря, одночасно викладала у Вітватерсрандському університеті. У 1970 році, в результаті погіршення здоров'я, сестра Венді Бекетт була змушена покинути Південну Африку і повернутися до Англії. Тоді ж вона отримала дозвіл залишити своє згромадження і перейшла до ордену Кармеліток, після чого вела мандрівний спосіб життя, мешкаючи спочатку в автопричепах, а потім у мобільних будинках. Майже 10 років сестра Бекетт присвятила вивченню середньовічних латинських текстів; у 1980 році вона вирішила зосередитися на вивченні мистецтва.
З початку 90-х років стали публікуватися праці сестри Бекетт, а в 1996 році вийшов відомий цикл документальних фільмів Бі-бі-сі «Всесвітня історія живопису» (BBC: Sister Wendy's Story Of Painting), в яких вона розповідає про історію розвитку живопису: від стародавніх наскельних малюнків до реалізму, імпресіонізму, модернізму і поп-арту.

## Документальні фільми і бібліографія
- Sister Wendy's Odyssey (1992)
- Sister Wendy's Pains of Glass (1996)
- Sister Wendy's Grand Tour (1997)
- Sister Wendy's Story of Painting (1997)
- Sister Wendy's American Collection (2001)
- Sister Wendy at the Norton Simon Museum (2001)

Коментарі для туристів про Сикстинську капелу:
- Sister Wendy's Sistine Chapel Artineraries Tour (2006)

Бібліографія:
- 2011
  - The Christ Journey — the art of Greg Tricker.
- 2011
  - Sister Wendy Contemplates the Iconic Jesus
- 2009
  - Encounters With God: In Quest of Ancient Icons of Mary
- 2008
  - Bernard of Clairvaux: Sermons for Advent And the Christmas Season
with John Leinenweber (Editor), Irene Edmonds (Translator), Wendy Mary Beckett (Translator), Conrad Greenia (Translator)
- 2007
  - Sister Wendy on Prayer
  - Sister Wendy's Meditations on the Mysteries of Our Faith
- 2006
  - Speaking to the Heart: 100 Favorite Poems
  - Sky-blue Is the Sapphire Crimson the Rose: Stillpoint of Desire in John of Forde by John, abbot of Forde, translated by Wendy Beckett
  - Joy Lasts: On the Spiritual in Art
- 2001
  - Sister Wendy's Impressionist Masterpieces
  - Sister Wendy's American Masterpieces
- 2000
  - Sister Wendy's American Collection
  - In the Midst of Chaos, Peace (with Mary J. Dorcy and Dan Paulos)
  - Sister Wendy's Book of Muses (with Justin Pumfrey)
- 1999
  - Sister Wendy's 1,000 Masterpieces (with Patricia Wright)
  - My Favourite Things: 75 Works of Art from Around the World
- 1998
  - Sister Wendy's Nativity
  - Inner Life: A Fellow Traveler's Guide to Prayer (by David Torkington; foreword by Sister Wendy)
  - Sister Wendy's Odyssey: A Journey of Artistic Discovery
  - Sister Wendy's Book of Meditations
  - Sister Wendy's Book of Saints
  - The Mystery of Love: Saints in Art Through the Ages
- 1997
  - Sister Wendy's Story of Christmas: Adventures in Art
  - Sister Wendy in Conversation with Bill Moyers: The Complete Conversation (edited by Karen Johnson)
  - The Wisdom of the Apostles (compiled by Philip Law; introduction by Sister Wendy)
  - The Duke and the Peasant: Life in the Middle Ages (with Jean De Berry)
  - Max Beckmann and the Self
- 1996
  - Sister Wendy's Grand Tour: Discovering Europe's Great Art
  - Pains of Glass: The Story of the Passion from King's College Chapel, Cambridge (with George Pattison)
- 1995
  - Sister Wendy's Meditations: Meditations on Joy
  - Sister Wendy's Meditations: Meditations on Love
  - Sister Wendy's Meditations: Meditations on Peace
  - Sister Wendy's Meditations: Meditations on Silence
  - A Child's Book of Prayer in Art
- 1994
  - The Story of Painting
  - The Gaze of Love: Meditations on Art and Spiritual Transformation
- 1993
  - The Mystical Now: Art and the Sacred